# ۲۰۵۴ (میلادی)
۲۰۵۴ (میلادی) ۲۰۵۴مین سال تقویم میلادی است.

## درگذشتگان
‎